# Ronde van Spanje 2014/Twaalfde etappe
De twaalfde etappe van de Ronde van Spanje 2014 werd gereden op 4 september 2014. Het was een vlakke rit over 168 km rond Logroño. De Duitser John Degenkolb toonde zich voor de derde maal deze Vuelta de snelste in de sprint.

## Ritverslag
De Oostenrijker Matthias Krizek reed tijdens deze etappe solo 150 km op kop. Op 10 kilometer van het einde werd hij door het peloton opgeslokt. De sprint verliep tumultueus, want er werd gevallen rond de 20e plaats. Nacer Bouhanni en Nikolas Maes waren bij de slachtoffers van de val.
Tom Boonen koos het wiel van John Degenkolb, maar kwam tekort om deze van zijn derde ritzege te houden.

## Uitslagen
| Rituitslag |                     |                         |          |
| Plaats     | Naam                | Ploeg                   | Tijd     |
| Winnaar    | John Degenkolb      | Team Giant-Shimano      | 4u11'18" |
| 2          | Tom Boonen          | Omega Pharma-Quick-Step | z.t.     |
| 3          | Jacopo Guarnieri    | Astana Pro Team         | z.t.     |
| 4          | Peter Sagan         | Cannondale              | z.t.     |
| 5          | Yannick Martinez    | Team Europcar           | z.t.     |
| 6          | Lloyd Mondory       | Team Europcar           | z.t.     |
| 7          | Fabian Cancellara   | Trek Factory Racing     | z.t.     |
| 8          | Jasper Stuyven      | Trek Factory Racing     | z.t.     |
| 9          | Guillaume Boivin    | Cannondale              | z.t.     |
| 10         | Jawhen Hoetarovitsj | Cannondale              | z.t.     |
|            |                     |                         |          |
| 11         | Ramon Sinkeldam     | Team Giant-Shimano      | z.t.     |

| Algemeen Klassement |                    |                         |           |
| Plaats              | Naam               | Ploeg                   | Tijd      |
| Rode trui           | Alberto Contador   | Tinkoff-Saxo            | 44u38'14" |
| 2                   | Alejandro Valverde | Team Movistar           | + 20"     |
| 3                   | Rigoberto Urán     | Omega Pharma-Quick-Step | + 1'08"   |
| 4                   | Chris Froome       | Team Sky ProCycling     | + 1'20"   |
| 5                   | Joaquim Rodríguez  | Team Katjoesja          | + 1'35"   |
| 6                   | Samuel Sánchez     | BMC Racing Team         | + 1'52"   |
| 7                   | Fabio Aru          | Astana Pro Team         | + 2'13"   |
| 8                   | Winner Anacona     | Lampre-Merida           | + 2'22"   |
| 9                   | Robert Gesink      | Belkin-Pro Cycling Team | + 2'55"   |
| 10                  | Damiano Caruso     | Cannondale              | + 3'51"   |
|                     |                    |                         |           |
| 19                  | Maxime Monfort     | Lotto Belisol           | + 9'15"   |

| Puntenklassement |                  |                     |        |
| Plaats           | Naam             | Ploeg               | Punten |
| Groene trui      | John Degenkolb   | Team Giant-Shimano  | 112    |
| 2                | Nacer Bouhanni   | FDJ.fr              | 78     |
| 3                | Michael Matthews | Orica GreenEDGE     | 71     |
|                  |                  |                     |        |
| 9                | Jasper Stuyven   | Trek Factory Racing | 42     |
| 27               | Pim Ligthart     | Lotto Belisol       | 20     |

| Bergklassement        |                    |                        |        |
| Plaats                | Naam               | Ploeg                  | Punten |
| Bolletjestrui (blauw) | Lluís Mas          | Caja Rural-Seguros RGA | 20     |
| 2                     | Winner Anacona     | Lampre-Merida          | 18     |
| 3                     | Alejandro Valverde | Team Movistar          | 18     |
|                       |                    |                        |        |
| 15                    | Pim Ligthart       | Lotto Belisol          | 5      |

1e etappe ·
2e etappe ·
3e etappe ·
4e etappe ·
5e etappe ·
6e etappe ·
7e etappe ·
8e etappe ·
9e etappe ·
10e etappe ·
11e etappe ·
12e etappe ·
13e etappe ·
14e etappe ·
15e etappe ·
16e etappe ·
17e etappe ·
18e etappe ·
19e etappe ·
20e etappe ·
21e etappe
Startlijst · Eindstanden · Afbeeldingen